# Ben R. Luján

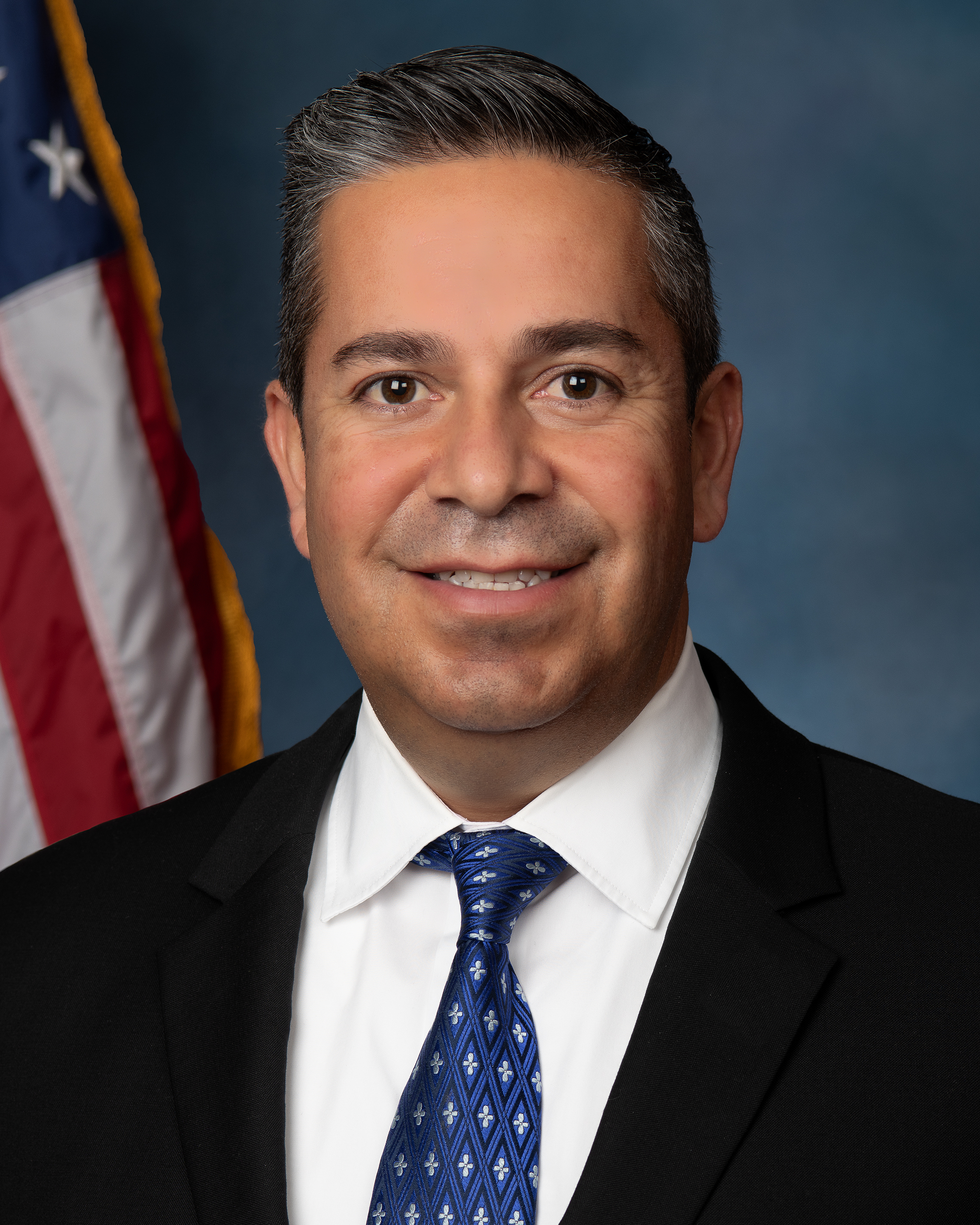
Ben R. Luján (2021)

Ben Ray Luján (* 7. Juni 1972 in Santa Fe, New Mexico) ist ein US-amerikanischer Politiker der Demokratischen Partei. Er war von 2009 bis 2021 Abgeordneter im US-Repräsentantenhaus, wo er den dritten Kongresswahlbezirk des Bundesstaates New Mexico vertrat. Seit dem 3. Januar 2021 vertritt er New Mexico im Senat der Vereinigten Staaten.

## Leben
Ben Lujáns gleichnamiger Vater war bis zu seinem Tod im Jahr 2012 Mitglied und Präsident des Repräsentantenhauses von New Mexico. Seine Mutter war in der Schulverwaltung tätig. Er selbst besuchte zunächst die Pojoaque Valley High School und danach die University of New Mexico in Albuquerque sowie die New Mexico Highland University.
Anfang Februar 2022 lag Luján aufgrund eines Schlaganfalls im Krankenhaus.

## Politische Laufbahn
Vor seiner Zeit als Kongressabgeordneter hatte Luján zahlreiche öffentliche Ämter ausgeübt. Zwischen 2004 und 2008 war er Mitglied und seit 2005 Vorsitzender der Public Regulation Commission New Mexicos. Er war stellvertretender Finanzminister dieses Staates und Abteilungsleiter im Kultusministerium.
Bei der Wahl 2008 wurde Luján mit 57 % der Wählerstimmen gegen zwei Konkurrenten in das US-Repräsentantenhaus gewählt, wo er am 3. Januar 2009 den in den Senat gewechselten Parteifreund Tom Udall ablöste. Bei der folgenden Wahl 2010 verteidigte er seinen Sitz mit knapp 57 Prozent der Stimmen, bei allen folgenden Wahlen erreichte er deutlich über 60 Prozent, zuletzt 2018.
Luján tritt für erneuerbare Energien ein und fördert entsprechende Programme. Er ist Mitglied im Committee on Homeland Security und im Wissenschaftsausschuss. Von 2015 bis 2019 war er Leiter des Democratic Congressional Campaign Committee (DCCC), des Wahlkampfarms der Demokraten im Repräsentantenhaus, seit 2019 gehört er als Assistant Democratic Leader, dem vierthöchsten Rang, zu deren engerer Führung und gilt als Vertrauter der Sprecherin Nancy Pelosi.
Nachdem der bisherige demokratische Senator New Mexicos Tom Udall im März 2019 erklärt hatte, bei der Senatswahl am 3. November 2020 nicht wieder anzutreten, erklärte Luján sein Interesse an der Kandidatur für den Klasse-II-Sitz von New Mexico. Bei der demokratischen Primary hatte er keinen Gegner. Er gewann die Wahl mit mehr als 50 % der Stimmen, sein republikanischer Gegenkandidat Mark Ronchetti Bradshaw erhielt etwa 45 % (Stand 5. November 2020 nach Auszählung von 98 % der Stimmen).